# Ха-Эш (дивизия)
98-я диви́зия «Ха-Эш» (ивр. אוגדה 98, עוצבת האש‎) — резервная воздушно-десантная дивизия в составе Центрального военного округа Армии обороны Израиля.
В прошлом была известна также как Дивизия Главного офицера пехотных и десантных войск (ивр. אוגדת הקחצ"ר‎ угда́т ха-кахца́р) под номером 96.

## Состав
В состав дивизии входят, помимо прочего:
- 35-я воздушно-десантная бригада «Цанханим» (ивр. חטיבת הצנחנים‎)
- 89-я бригада специального назначения «Оз» (ивр. חטיבת עוז‎, дословно: «Смелость»)
- 214-я артиллерийская бригада «Ке́ла Дави́д»[ивр.] (ивр. עוצבת קלע דוד‎ , дословно: «Праща Давида»)[1]
- 55-я резервная воздушно-десантная бригада «Ход ха-Хани́т»[ивр.] (ивр. חטיבת חוד החנית‎, дословно: «Остриё копья»)
- 551-я резервная воздушно-десантная бригада «Хице́й ха-Эш» (ивр. חטיבת חצי האש‎, дословно: «Огненные стрелы»). В состав входит 3 специальных противотанковых батальона (699, 697 и 7008) и один разведывательный батальон (6551), комплектуемые, помимо прочего, резервистами из подразделения «Маглан» и противотанковой роты бригады «Цанханим», и специальный инженерный батальон, комплектуемый, помимо прочего, резервистами из инженерной роты бригады «Цанханим» и инженерного спецподразделения «Яэль».
- 492-й резервный батальон связи (ивр. גדוד תקשוב‎) дивизионного подчинения «Лапи́д» (ивр. לפיד‎, дословно: «Факел»)
- Резервная дивизионная часть тылового обеспечения (ивр. אגד לוגיסטי אוגדתי‎) «Сакна́й» (ивр. שקנאי‎, дословно: «Пеликан»)

## История
Дивизия (под номером 96) была основана в 1974 году вследствие уроков Войны Судного дня. В соответствии с идеей основания дивизии должность командира дивизии возлагалась на Главного офицера пехотных и десантных войск (ивр. קחצ"ר‎); данная практика сохранилась при первых четырёх командирах дивизии. Прообразом дивизии стал дивизионный тактический штаб «Коах Села» под командованием бригадного генерала Иммануэля Шакеда, созданный ещё в ходе войны с целью управления пехотными и десантными спецоперациями армии.

### Участие в Первой ливанской войне
В ходе Первой ливанский войны на дивизию под командованием бригадного генерала Амоса Ярона была возложена задача отрезать силам палестинской бригады «Кастель» доступ к Бейруту. С 6 по 7 июля 1982 года силы дивизии совершили высадку морского десанта в устье реки Авали в южном Ливане. Часть сил дивизии продвинулись на север в район города Дамур, в то время как остальные силы дивизии завершили окружение города Сайда.
С 9 по 10 июля силы дивизии подступили к южным районам Бейрута и в течение дальнейших двух месяцев поддерживали осаду города. После убийства президента Ливана Башира Жмайеля 14 сентября силы дивизии захватили южный сектор Бейрута, окружив, помимо прочего, палестинские лагеря беженцев Сабра и Шатила. Вследствие резни, совершённой союзными ливанскими отрядами в окружённых лагерях с 16 по 18 сентября, действия комдива Ярона подверглись по окончании войны критике Комиссии Кахана, определившей, что Ярон не предпринял должных мер для проверки сведений, поступавших из лагерей, и передачи информации своему командованию.

### Участие во Второй ливанской войне
Деятельность дивизии во время во время Второй ливанской войны — в тот период под командованием бригадного генерала Эяля Айзенберга — вызвала критику со стороны правительственной проверочной комиссии во главе с отставным судьёй Элияху Виноградом («Комиссия Винограда»), занимавшейся проверкой действий политического и военного эшелона во время войны: в отчёте комиссии было указано, что дивизия не смогла выполнить до конца возложенные на неё задачи, и значительная часть её оперативных планов не была реализована.
Критика в отношении действий дивизии была высказана и вследствие инцидента в ливанской деревне Дебел, в ходе которого девять солдат дивизии, разместившихся в доме на окраине деревни, погибли от огня противотанковых ракет, выпущенных по дому.

## Командиры дивизии
| Имя             | Период                      | Комментарий                                                                          |
| --------------- | --------------------------- | ------------------------------------------------------------------------------------ |
| Дан Шомрон      | 1974—1976                   | В дальнейшем генерал-лейтенант (рав-алуф), 13-й Начальник Генштаба армии             |
| Ури Симхони     | 1976—1978                   | В дальнейшем генерал-майор (алуф); командовал дивизией в ходе операции «Литани»      |
| Матан Вильнаи   | 1978—1981                   | В дальнейшем генерал-майор (алуф)                                                    |
| Амос Ярон       | 1981—1983                   | В дальнейшем генерал-майор (алуф); командовал дивизией в ходе Первой ливанской войны |
| Йорам Яир       | 1983—1984                   | В дальнейшем генерал-майор (алуф)                                                    |
| Шмуэль Арад     | 1984—1985                   | В дальнейшем генерал-майор (алуф)                                                    |
| Арик Моран      | ?—1992                      |                                                                                      |
| Шай Авиталь     | 1992—1994                   | В дальнейшем генерал-майор (алуф)                                                    |
| Ири Коэн        | 1994—1997                   |                                                                                      |
| Моше Каплински  | 1997—1999                   | В дальнейшем генерал-майор (алуф)                                                    |
| Ицхак Гершон    | 1999—2001                   | В дальнейшем генерал-майор (алуф)                                                    |
| Таль Руссо      | 2001—2003                   | В дальнейшем генерал-майор (алуф)                                                    |
| Авив Кохави     | 2003—2004                   | В дальнейшем генерал-лейтенант (рав-алуф), 22-й Начальник Генштаба армии             |
| Йоси Хайман     | 2004—2005                   |                                                                                      |
| Эяль Айзенберг  | 2005—2008                   | В дальнейшем генерал-майор (алуф); командовал дивизией в ходе Второй ливанской войны |
| Рони Нума       | 2008 — май 2011             | В дальнейшем генерал-майор (алуф)                                                    |
| Аарон Халива    | май 2011 — октябрь 2013     | В дальнейшем генерал-майор (алуф)                                                    |
| Амир Барам      | октябрь 2013 — июль 2015    | В дальнейшем генерал-майор (алуф)                                                    |
| Ори Гордин      | июль 2015 — ноябрь 2017     | В дальнейшем генерал-майор (алуф)                                                    |
| Ярон Финкельман | ноябрь 2017 — август 2020   | В дальнейшем генерал-майор (алуф)                                                    |
| Офер Винтер     | август 2020 — сентябрь 2022 |                                                                                      |
| Дан Гольдфус    | сентябрь 2022 — июль 2024   | В дальнейшем генерал-майор (алуф)                                                    |
| Гай Леви        | с июля 2024                 |                                                                                      |